# Sergej Lochthofen

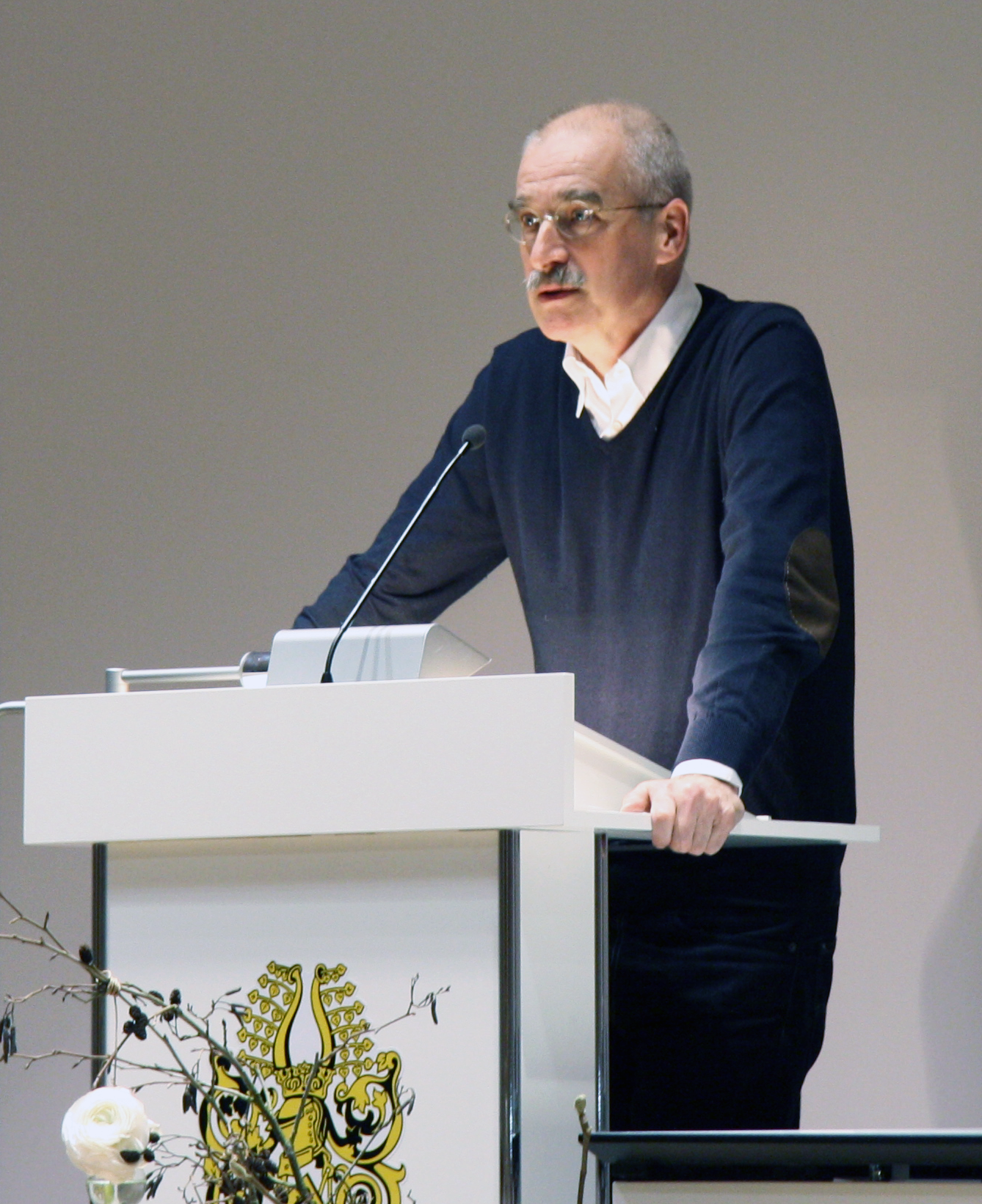
Sergej Lochthofen in der Stadtbibliothek Nordhausen (2015)

Sergej Lochthofen (* 24. August 1953 in Workuta, UdSSR) ist ein sowjetisch-deutscher Journalist, der von 1990 bis 2009 Chefredakteur der Thüringer Allgemeinen war.

## Leben
Sergej Lochthofen wuchs in Gotha auf. Als sowjetischer Staatsbürger besuchte er eine sowjetische Schule in der DDR, die Staatsbürgerschaft der DDR nahm er nicht an. Anschließend nahm er auf der Krim ein Kunststudium auf, kehrte jedoch nach zwei Semestern in die DDR zurück, um dem sowjetischen Wehrdienst zu entgehen. Von 1971 bis 1973 volontierte er bei der Zeitung der SED-Bezirksleitung für den Bezirk Erfurt, Das Volk, und studierte anschließend bis 1977 an der Sektion Journalistik der Leipziger Karl-Marx-Universität. Danach war er bis zur Wende als Nachrichtenredakteur bei Das Volk tätig. 1990 wurde er von der Belegschaft zum Chefredakteur des einstigen SED-Parteiorgans gewählt, das in Thüringer Allgemeine umbenannt wurde. 1993 nahm Lochthofen die deutsche Staatsangehörigkeit an.
Zur gleichen Zeit wurde die Thüringer Allgemeine Mitarbeiter-Beteiligungs-GmbH mit einem Kapital von 25.000 DDR-Mark gegründet. Noch heute gehört die Zeitung zu einem Teil dieser GmbH. Ein Gesellschafter und Miteigentümer der mittlerweile zur WAZ-Mediengruppe und deren Zeitungsgruppe Thüringen gehörenden Firma war von Beginn an Sergej Lochthofen. Er war auch der einzige Ostdeutsche, der als Chefredakteur einer regional bedeutenden Zeitungsgruppe tätig war. Dies verdankte er unter anderem seiner Medienpräsenz; so war er häufig zu Gast in der Fernsehsendung Presseclub, wo er sich als „Stimme des Ostens“ einen Namen machte.
Am 26. November 2009 wurde von der WAZ-Leitung bekanntgegeben, dass Lochthofen im Zuge der Umgestaltung der WAZ-Zeitungsgruppe in Thüringen zum 1. Januar 2010 als Chefredakteur der Thüringer Allgemeinen abgelöst und mit ihm seine Ehefrau, Antje-Maria Lochthofen, ihres Postens als stellvertretende Chefredakteurin enthoben werden sollte. Zum neuen Chefredakteur wurde Paul-Josef Raue bestellt. Zuvor gab es verschiedene Vorstellungen bei der WAZ-Leitung und Lochthofen über Veränderungen bei der TA; die WAZ plante nach einem größeren Stellenabbau in NRW zur Einsparung auch bei den Medien in Ostdeutschland einen zentralen Newsdesk, als dessen Gegner Lochthofen galt. Gegen diese Entscheidungen gab es zahlreiche Proteste von Lesern und Mitarbeitern wie auch von Verbänden wie dem Deutschen Journalistenverband und der Industrie- und Handelskammer Erfurt. Sergej Lochthofen nannte die Entlassung seiner Frau „Sippenhaft“ und verglich sie mit Methoden bei den Nazis und unter Stalin. Die Konzernleitung bezeichnete die Äußerungen als „verlagsschädigend“ und löste Lochthofen vorzeitig am 1. Dezember 2009 ab.
Er ist Mitglied des PEN-Zentrums Deutschland und spricht beim Freien Radio „F.R.E.I.“ in Erfurt jeden Montagmorgen in der Frühsendung „Espresso“ über Thüringen und die Welt – eine „Fingerübung“, die er sich nach eigrner Aussage nicht bezahlen lässt.

## Familie
Sergej Lochthofen kam als Sohn des deutschen Kommunisten Lorenz Lochthofen und einer russischen Mutter in Workuta (Sowjetunion) zur Welt. Lochthofens Vater stammte aus Dortmund und war 1930 in die Sowjetunion gekommen, um dort als Bergwerksschlosser in einem Schacht am Donbass, einem großen Steinkohlegebiet in der Ukraine, zu arbeiten. Bald darauf begann er ein Studium des Journalismus in Moskau und der politischen Ökonomie in Engels (ASSR der Wolgadeutschen), um schließlich als Redakteur bei der deutschsprachigen Zeitung Nachrichten zu arbeiten. 1938 wurde er Opfer der Stalinschen Säuberungen und zu fünf Jahren Zwangsarbeit im Arbeitslager Workuta verurteilt – und neun Jahre festgehalten. Nach Entlassung aus dem Gulag 1947 lebte er als Verbannter weiterhin in Workuta. Nachdem Lorenz Lochthofen 1956 von einem Gericht in Saratow rehabilitiert worden war, konnte er mit seiner Frau, dem 1947 geborenen Sohn Pawel und dem 1953 geborenen Sohn Sergej 1958 in die DDR ausreisen, wo er auf dem VI. Parteitag der SED 1963 ins Zentralkomitee berufen wurde.
Sergej Lochthofen ist der Vater von Boris Lochthofen, der 2016 Direktor des MDR-Landesfunkhauses Thüringen wurde.

## Auszeichnungen
Von einer 60-köpfigen Fachjury der Zeitschrift Medium Magazin wurde Lochthofen im Dezember 2009 als Regionaler Chefredakteur 2009 geehrt.

## Buchveröffentlichungen
- Schwarzes Eis: Der Lebensroman meines Vaters, Rowohlt, Berlin 2012, ISBN 978-3-498-03940-0.
- Grau: Eine Lebensgeschichte aus einem untergegangenen Land. Rowohlt, Reinbek 2014, ISBN 978-3-498-03944-8.